# ابن أبي صقر الواسطي
أبو الحسن محمد بن علي بن الحسن بن عمر الواسطي (13 ذو القعدة 409هـ/23 مارس 1019م - 14 جمادى الأولى 498هـ/1 فبراير 1105م) ويُعرَف بابن أبي صقر، هو كاتب وشاعر من مدينة واسط عاش في القرن الخامس الهجري. ولِدَ محمد بن علي بن الحسن في مدينة واسط، وتتلمذ لدى أبي إسحاق الشيرازي وأبي بكر الخطيب وأبو سعد المتولي النيسابوري وعبيد الله بن القطان، ونبغ في الآداب خاصةً، وكان شافعي المذهب، يتعصَّب لمذهبه، ويدافع عنه في أشعاره، فصارت قصائده تُلَقَّب بالشافعيَّة. تُوفِّي ابن أبي صقر الواسطي في مدينة واسط في سنة 498هـ.